# 와카누케후타마타노미코
와카누케후타마타노미코(稚野毛二派皇子)는 기키에 등재된 고대 일본의 황족이다. 오호도노오키미의 부친, 오진 천황의 제5황자.